# Bắn cung tại Đại hội Thể thao Đông Nam Á 1995
Bắn cung tại Đại hội Thể thao Đông Nam Á năm 1995 được tổ chức từ 11 đến 15 tháng 12 năm 1995 tại sân bóng đá Đại học Chiang Mai, Chiang Mai, Thái Lan. Chương trình thi đấu chỉ có nội dung cung recurve, gồm cả cá nhân và đồng đội cho cả nam và nữ.
Đoàn thể Indonesia và Philipines thống trị Đông Nam Á khi số huy chương vàng được chia đều cho hai bên là 2 huy chương vàng.

## Medal table
| Hạng               | Đoàn               | Vàng | Bạc | Đồng | Tổng số |
| ------------------ | ------------------ | ---- | --- | ---- | ------- |
| 1                  | Indonesia (INA)    | 2    | 1   | 2    | 5       |
| 2                  | Philippines (PHI)  | 2    | 0   | 1    | 3       |
| 3                  | Thái Lan (THA)     | 0    | 2   | 1    | 3       |
| 4                  | Malaysia (MAS)     | 0    | 1   | 0    | 1       |
| Tổng số (4 đơn vị) | Tổng số (4 đơn vị) | 4    | 4   | 4    | 12      |

## Tóm tắt kết quả

### Nam
| Nội dung | Vàng                                                                | Bạc                                                                       | Đồng                                                          |
| -------- | ------------------------------------------------------------------- | ------------------------------------------------------------------------- | ------------------------------------------------------------- |
| Cá nhân  | Clint Sayo · Philippines                                            | Hendra Setijawan · Indonesia                                              | Ditto Rembran · Indonesia                                     |
| Đồng đội | Indonesia (INA) · Hendra Setijawan · Syafrudin Mawi · Wahyu Hidayat | Thái Lan (THA) · Worapoth Doungcharen · Pipat Talubkaew · Prayad Mookdaon | Philippines (PHI) · Oscar Briones · Clint Sayo · Gil Grabriel |

### Nữ
| Nội dung | Vàng                                                                           | Bạc                                                                          | Đồng                                                                       |
| -------- | ------------------------------------------------------------------------------ | ---------------------------------------------------------------------------- | -------------------------------------------------------------------------- |
| Cá nhân  | Joann Tabang · Philippines                                                     | Wadsana Saikongdee · Thái Lan                                                | Danahuri Dahliana · Indonesia                                              |
| Đồng đội | Indonesia (INA) · Nurfitriyana Lantang · Hamdiah Damanhuri · Danahuri Dahliana | Malaysia (MAS) · Nor Resah Abdul Rasiad · Wan Nornidawati · Siti Aisah Sudin | Thái Lan (THA) · Wadsana Saikongdee · Surang Thaolipoh · Somnuk Suerkanong |